# Ploské (Košice)
Ploské (em húngaro: Lapispatak) é um município da Eslováquia, situado no distrito de Košice-okolie, na região de Košice. Tem 10,01 km² de área e sua população em 2018 foi estimada em 929 habitantes.

## Demografia
| Ano:        | 1994 | 2004    | 2014   | 2024    |
| ----------- | ---- | ------- | ------ | ------- |
| Broj ljudi: | 700  | 811     | 874    | 1032    |
| Razlika:    |      | +15,85% | +7,76% | +18,07% |

| Ano:               | 2023 | 2024   |
| ------------------ | ---- | ------ |
| Número de pessoas: | 1003 | 1032   |
| Diferença:         |      | +2,89% |